# Africa Cup of Nations 2013, kvalifikation
Kvalifikationen til Africa Cup of Nations 2013 er kvalifikationsturneringen til Africa Cup of Nations 2013. Sydafrika er kvalificeret som værtsnation.

## Kvalificerede nationer
| Country   | Kvalificeret som | Dato for kvalifkation | Tidligere deltagelse i turneringen 1         |
| --------- | ---------------- | --------------------- | -------------------------------------------- |
| Sydafrika | Vært             | 28. september 2011    | 7 (1996, 1998, 2000, 2002, 2004, 2006, 2008) |

1 Markeret indikerer vinder af turneringen det år

## 1. Runde
- Kampene blev spillet den 29. februar og 15–17. juni 2012.[1] Kampen mellem den Central afrikanske Republik v Egypten blev rykket fra den 29 . februar til d. 30 juni efter forespørgsels fra det Egyptiske fodboldforbund pga. ulykken på Port Said Stadium.[2]

| Hold 1               | Samlet      | Hold 2                     | 1. kamp | 2. kamp |
| -------------------- | ----------- | -------------------------- | ------- | ------- |
| Etiopien             | 1–1 (a)     | Benin                      | 0–0     | 1–1     |
| Rwanda               | 0–2         | Nigeria                    | 0–0     | 0–2     |
| Congo                | 3–5         | Uganda                     | 3–1     | 0–4     |
| Burundi              | 2–2 (a)     | Zimbabwe                   | 2–1     | 0–1     |
| Gambia               | 2–6         | Algeriet                   | 1–2     | 1–4     |
| Kenya                | 2–2 (a)     | Togo                       | 2–1     | 0–1     |
| São Tomé og Príncipe | 4–5         | Sierra Leone               | 2–1     | 2–4     |
| Guinea-Bissau        | 0–2         | Cameroun                   | 0–1     | 0–1     |
| Tchad                | 3–4         | Malawi                     | 3–2     | 0–2     |
| Seychellerne         | 0–7         | DR Congo                   | 0–4     | 0–3     |
| Tanzania             | 2–2 (6–7 p) | Mozambique                 | 1–1     | 1–1     |
| Egypten              | 3–42        | Centralafrikanske Republik | 2–3     | 1–1     |
| Madagaskar           | 1–7         | Kap Verde                  | 0–4     | 1–3     |
| Liberia              | 1–0         | Namibia                    | 1–0     | 0–0     |

Notes
- Note 2: Order of legs reversed after original draw.

| 29. februar 2012 16:00 UTC+3 |

| Etiopien | 0 – 0   | Benin |
| -------- | ------- | ----- |
|          | rapport |       |

| Addis Ababa Stadium, Addis Ababa Dommer: Sylvester Kirwa (Kenya) |

| 17 . juni 2012 16:00 UTC+1 |

| Benin    | 1 – 1   | Etiopien    |
| -------- | ------- | ----------- |
| Poté 19' | rapport | Girma 44' · |

| Stade de l'Amitié, Cotonou Dommer: Bakary Gassama (Gambia) |

 Etiopien gik videre på reglen om udebanemål til Anden runde efter samlet 1-1.
| 29. februar 2012 15:30 UTC+2 |

| Rwanda | 0 – 0   | Nigeria |
| ------ | ------- | ------- |
|        | rapport |         |

| Stade Régional Nyamirambo, Kigali Dommer: Daniel Bennett (South Africa) |

| 16 . juni 2012 16:00 UTC+1 |

| Nigeria               | 2 – 0   | Rwanda |
| --------------------- | ------- | ------ |
| I. Uche 9' · Musa 56' | rapport |        |

| U. J. Esuene Stadium, Calabar Dommer: Noumandiez Doue (Côte d'Ivoire) |

 Nigeria vandt samlet 2–0 og gik videre til Anden runde.
| 29. februar 2012 15:30 UTC+1 |

| Congo                                  | 3 – 1   | Uganda          |
| -------------------------------------- | ------- | --------------- |
| N'Guessi 1' · Oniangue 77' (str.), 85' | rapport | Sserumaga 29' · |

| Stade Municipal, Pointe-Noire Dommer: Neant Alioum (Cameroon) |

| 16. juni 2012 16:00 UTC+3 |

| Uganda                                                     | 4 – 0   | Congo |
| ---------------------------------------------------------- | ------- | ----- |
| Mwesigwa 33' · Walusimbi 51' (str.) · Massa 63' · Okwi 86' | rapport |       |

| Nelson Mandela National Stadium, Kampala Dommer: Bouchaib El Ahrach (Morocco) |

 Uganda vandt samlet 5–3 og gik videre til Anden runde.
| 29. februar 2012 15:30 UTC+2 |

| Burundi                   | 2 – 1   | Zimbabwe     |
| ------------------------- | ------- | ------------ |
| Mavugo 46' · Nahayo 90+5' | rapport | Musona 60' · |

| Prince Louis Rwagasore Stadium, Bujumbura Dommer: Khalid Abdel Rahman (Sudan) |

| 17. juni 2012 15:00 UTC+2 |

| Zimbabwe   | 1 – 0   | Burundi |
| ---------- | ------- | ------- |
| Musona 36' | rapport |         |

| National Sports Stadium, Harare Dommer: Eric Otogo-Castane (Gabon) |

 Zimbabwe vandt på reglen om udebane mål efter samlet 2-2 og gik videre til Anden runde.
| 29. februar 2012 16:30 UTC±0 |

| Gambia        | 1 – 2   | Algeriet                   |
| ------------- | ------- | -------------------------- |
| M. Ceesay 27' | rapport | Yahia 56' · Feghouli 58' · |

| Independence Stadium, Bakau Dommer: Koman Coulibaly (Mali) |

| 15 . juni 2012 20:30 UTC+1 |

| Algeriet                                 | 4 – 1   | Gambia        |
| ---------------------------------------- | ------- | ------------- |
| Kadir 1' · Slimani 6', 52' · Soudani 65' | rapport | Gassama 15' · |

| Stade Mustapha Tchaker, Blida Dommer: Slim Jedidi (Tunisia) |

Algeria won 6–2 on aggregate and advanced to the Second Round.
| 29. februar 2012 17:00 UTC+3 |

| Kenya                  | 2 – 1   | Togo          |
| ---------------------- | ------- | ------------- |
| Situma 24' · Wanga 66' | rapport | Boukari 42' · |

| Nyayo National Stadium, Nairobi Dommer: Rajindraparsad Seechurn (Mauritius) |

| 17 . juni 2012 15:30 UTC±0 |

| Togo      | 1 – 0   | Kenya |
| --------- | ------- | ----- |
| Gakpé 59' | rapport |       |

| Stade de Kégué, Lomé Dommer: Neant Alioum (Cameroon) |

2–2 on aggregate. Togo won on the away mål rule and advanced to the Second Round.
| 29. februar 2012 15:00 UTC±0 |

| São Tomé og Príncipe         | 2 – 1   | Sierra Leone |
| ---------------------------- | ------- | ------------ |
| Jair 69' (str.) · Lasset 86' | rapport | Medo 55' ·   |

| Estádio Nacional 12 de Julho, São Tomé Dommer: Anthony Raphael (Malawi) |

| 16 . juni 2012 16:30 UTC±0 |

| Sierra Leone                             | 4 – 2   | São Tomé og Príncipe |
| ---------------------------------------- | ------- | -------------------- |
| K. Kamara 17', 33' · T. Bangura 21', 40' | rapport | Jair 2' · José 47' · |

| National Stadium, Freetown Dommer: Ali Lemghaifry (Mauritania) |

Sierra Leone won 5–4 on aggregate and advanced to the Second Round.
| 29. februar 2012 16:30 UTC±0 |

| Guinea-Bissau | 0 – 1   | Cameroun              |
| ------------- | ------- | --------------------- |
|               | rapport | Choupo-Moting 90+1' · |

| Estádio 24 de Setembro, Bissau Dommer: Bakary Gassama (Gambia) |

| 16 . juni 2012 15:30 UTC+1 |

| Cameroun      | 1 – 0   | Guinea-Bissau |
| ------------- | ------- | ------------- |
| Moukandjo 81' | rapport |               |

| Stade Ahmadou Ahidjo, Yaounde Dommer: Aboubacar Bangoura (Guinea) |

Cameroon won 2–0 on aggregate and advanced to the Second Round.
| 29. februar 2012 15:00 UTC+1 |

| Tchad                        | 3 – 2   | Malawi            |
| ---------------------------- | ------- | ----------------- |
| Labbo 38' · Djime 45+3', 53' | rapport | Nyondo 42', 67' · |

| Stade Omnisports Idriss Mahamat Ouya, N'Djamena Dommer: Noumandiez Doue (Côte d'Ivoire) |

| 16 . juni 2012 14:30 UTC+2 |

| Malawi                      | 2 – 0   | Tchad |
| --------------------------- | ------- | ----- |
| J. Banda 31' · Kamwendo 73' | rapport |       |

| Kamuzu Stadium, Blantyre Dommer: Hamada Nampiandraza (Madagascar) |

 Malawi vandt samlet 4–3 og gik videre til Anden runde.
| 29. februar 2012 17:30 UTC+4 |

| Seychellerne | 0 – 4   | DR Congo                               |
| ------------ | ------- | -------------------------------------- |
|              | rapport | Kaluyituka 11', 47' · Mputu 28', 90' · |

| Stade Linité, Victoria Dommer: Aboubacar Bangoura (Guinea) |

| 17 . juni 2012 15:30 UTC+1 |

| DR Congo                            | 3 – 0   | Seychellerne |
| ----------------------------------- | ------- | ------------ |
| Mbokani 38' · Mpeko 45' · Kanda 84' | rapport |              |

| Stade des Martyrs, Kinshasa Dommer: Fredrick Kayindi-Ngobi (Uganda) |

 DR Congo vandt samlet 7–0 og gik videre til Anden runde.
| 29. februar 2012 16:00 UTC+3 |

| Tanzania     | 1 – 1   | Mozambique   |
| ------------ | ------- | ------------ |
| Kazimoto 42' | rapport | Clésio 23' · |

| Benjamin Mkapa National Stadium, Dar es Salaam Dommer: Mohamed Farouk Mahmoud (Egypt) |

| 17 . juni 2012 15:00 UTC+2 |

| Mozambique | 1 – 1   | Tanzania     |
| ---------- | ------- | ------------ |
| Sitoe 8'   | rapport | Morris 89' · |

| Estádio do Zimpeto, Maputo Dommer: Daniel Bennett (South Africa) |

 Mozambique vandt straffesparkskonkurrencen efter samlet 2–2 og gik videre til Anden runde.
| 15 . juni 2012 20:00 UTC+2 |

| Egypten               | 2 – 3   | Centralafrikanske Republik  |
| --------------------- | ------- | --------------------------- |
| Zidan 10' · Salah 47' | rapport | Momi 25', 62' · Manga 69' · |

| Borg El Arab Stadium, Alexandria Dommer: Djamel Haimoudi (Algeria) |

| 30 . juni 2012 15:00 UTC+1 |

| Centralafrikanske Republik | 1 – 1   | Egypten      |
| -------------------------- | ------- | ------------ |
| Kéthévoama 23'             | rapport | Moteab 72' · |

| Barthelemy Boganda Stadium, Bangui Dommer: Badara Diatta (Senegal) |

 Centralafrikanske Republik vandt samlet 4–3 og gik videre til Anden runde.
| 29. februar 2012 14:30 UTC+3 |

| Madagaskar | 0 – 4   | Kap Verde                                             |
| ---------- | ------- | ----------------------------------------------------- |
|            | rapport | Ryan 11' · Dady 38' · F. Varela 77' · T. Varela 82' · |

| Mahamasina Municipal Stadium, Antananarivo Dommer: Janny Sikazwe (Zambia) |

| 16 . juni 2012 16:30 UTC−1 |

| Kap Verde                  | 3 – 1   | Madagaskar  |
| -------------------------- | ------- | ----------- |
| Ryan 9', 81' · Djaniny 55' | rapport | Voavy 83' · |

| Estádio da Várzea, Praia Dommer: Boureima Attama (Niger) |

 Kap Verde vandt samlet 7–1 og gik videre til Anden runde.
| 29. februar 2012 16:00 UTC±0 |

| Liberia      | 1 – 0   | Namibia |
| ------------ | ------- | ------- |
| Williams 67' | rapport |         |

| Antoinette Tubman Stadium, Monrovia Dommer: Eric Otogo-Castane (Gabon) |

| 16. juni 2012 18:00 UTC+1 |

| Namibia | 0 – 0   | Liberia |
| ------- | ------- | ------- |
|         | rapport |         |

| Independence Stadium, Windhoek Dommer: Janny Sikazwe (Zambia) |

 Liberia vandt 1–0 samlet og gik videre til Anden runde.

## 2. Runde

### Seedning
| Pot 1 | Pot 2 |
| --- | --- |
| 1. Zambia (26 pts) 2. Ghana (22 pts) 3. Elfenbenskysten (22 pts) 4. Mali (12 pts) 5. Tunesien (10 pts) 6. Cameroun (9 pts) 7. Angola (9 pts) 8. Gabon (8 pts) 9. Nigeria (8 pts) 10. Sudan (7 pts) 11. Ækvatorialguinea (6 pts) 12. Algeriet (6 pts) 13. Guinea (5 pts) 14. Burkina Faso (5 pts) 15. Marokko (4 pts) | 1. Senegal (4 pts) 1. Libyen (3 pts) 2. Niger (3 pts) 3. Botswana (3 pts) 4. Malawi (2 pts) 5. Mozambique (2 pts) 6. Togo (2 pts) 7. Kap Verde (0 pts) 8. Centralafrikanske Republik (0 pts) 9. DR Congo (0 pts) 10. Etiopien (0 pts) 11. Liberia (0 pts) 12. Sierra Leone (0 pts) 13. Uganda (0 pts) 14. Zimbabwe (0 pts) |

### Kampe
- Kampene vil blive spillet den 7–9 september og 12–14 oktober 2012.[3]

| Hold 1                     | Samlet | Hold 2           | 1. kamp | 2. kamp |
| -------------------------- | ------ | ---------------- | ------- | ------- |
| Mali                       | 7–1    | Botswana         | 3–0     | 4–1     |
| Zimbabwe                   |        | Angola           | 3–1     | 14 Okt. |
| Ghana                      |        | Malawi           | 2–0     | 13 Okt. |
| Liberia                    |        | Nigeria          | 2–2     | 13 Okt. |
| Zambia                     |        | Uganda           | 1–0     | 13 Okt. |
| Kap Verde                  |        | Cameroun         | 2–0     | 14 Okt. |
| Mozambique                 |        | Marokko          | 2–0     | 13 Okt. |
| Sierra Leone               |        | Tunesien         | 2–2     | 13 Okt. |
| Guinea                     |        | Niger            | 1–0     | 14 Okt. |
| Sudan                      |        | Etiopien         | 5–3     | 14 Okt. |
| Libyen                     |        | Algeriet         | 0–13    | 14 Okt. |
| Elfenbenskysten            |        | Senegal          | 4–2     | 13 Okt. |
| DR Congo                   |        | Ækvatorialguinea | 4–0     | 14 Okt. |
| Gabon                      |        | Togo             | 1–1     | 14 Okt. |
| Centralafrikanske Republik |        | Burkina Faso     | 1–0     | 14 Okt. |

| 8. september 2012 17:00 UTC±0 |

| Mali                                         | 3 – 0   | Botswana |
| -------------------------------------------- | ------- | -------- |
| Diabaté 27' (str.) · N'Diaye 59' · Maïga 77' | rapport |          |

| Stade 26 Mars, Bamako Tilskuere: Dommer: Slim Jedidi (Tunisia) |

| 13. oktober 2012 15:00 UTC+2 |

| Botswana    | 1 – 4   | Mali                                                       |
| ----------- | ------- | ---------------------------------------------------------- |
| Sembowa 90' | rapport | Diabaté 29' · Maïga 60' · Samassa 77' · M. K. Traore 85' · |

| Lobatse stadion, Lobatse Tilskuere: Dommer: Hamada Nampiandraza (Madagascar) |

 Mali vandt 7–1 samlet og er kvalificeret til Africa Cup of Nations 2013.
| 9. september 2012 15:00 UTC+2 |

| Zimbabwe                                 | 3 – 1   | Angola       |
| ---------------------------------------- | ------- | ------------ |
| Mateus 4' (sm.) · Billiat 21' · Gutu 35' | rapport | Djalma 56' · |

| Rufaro stadion, Harare Dommer: Hamada Nampiandraza (Madagascar) |

| 14. oktober 2012 16:00 UTC+1 |

| Angola |  | Zimbabwe |
| ------ |  | -------- |
|        |  |          |

| Estádio 11 de Novembro, Luanda Dommer: Sylvester Kirwa (Kenya) |

Winner qualifies for the 2013 Africa Cup of Nations.
| 8. september 2012 15:30 UTC±0 |

| Ghana               | 2 – 0   | Malawi |
| ------------------- | ------- | ------ |
| Atsu 8' · Annan 53' | rapport |        |

| Accra Sports stadion, Accra Dommer: Mohamed Benouza (Algeria) |

| 13. oktober 2012 14:30 UTC+2 |

| Malawi | 0 – 1   | Ghana       |
| ------ | ------- | ----------- |
|        | rapport | Acquah 4' · |

| Civo stadion, Lilongwe Dommer: Khalid Abdelrahman (Sudan) |

 Ghana vandt 3–0 samlet og er kvalificeret til Africa Cup of Nations 2013.
| 8. september 2012 18:00 UTC±0 |

| Liberia                    | 2 – 2   | Nigeria                            |
| -------------------------- | ------- | ---------------------------------- |
| O. Roberts 5' · Oliseh 66' | rapport | Igiebor 22' · I. Uche 26' (str.) · |

| National Complex, Paynesville Dommer: Koman Coulibaly (Mali) |

| 13. oktober 2012 16:00 UTC+1 |

| Nigeria                                                                 | 6 – 1   | Liberia    |
| ----------------------------------------------------------------------- | ------- | ---------- |
| Ambrose 1' · Musa 38' · Moses 48', 88' · Mikel 50' (str.) · I. Uche 72' | rapport | Wleh 80' · |

| U. J. Esuene stadion, Calabar Dommer: Daniel Bennett (South Africa) |

 Nigeria vandt 8–3 samlet og er kvalificeret til Africa Cup of Nations 2013.
| 8. september 2012 15:00 UTC+2 |

| Zambia         | 1 – 0   | Uganda |
| -------------- | ------- | ------ |
| C. Katongo 18' | rapport |        |

| Levy Mwanawasa stadion, Ndola Dommer: Noumandiez Doue (Côte d'Ivoire) |

| 13. oktober 2012 16:00 UTC+3 |

| Uganda    | 1 – 0   | Zambia |
| --------- | ------- | ------ |
| Massa 25' | rapport |        |

| National stadion, Kampala Dommer: Djamel Haimoudi (Algeria) |

1–1 samlet.  Zambia vandt straffesparks konkurrencen og er kvalificeret til Africa Cup of Nations 2013.
| 8. september 2012 16:00 UTC−1 |

| Kap Verde                 | 2 – 0   | Cameroun |
| ------------------------- | ------- | -------- |
| Ricardo 15' · Djaniny 61' | rapport |          |

| Estádio da Várzea, Praia Tilskuere: 10,000 Dommer: Eric Otogo-Castane (Gabon) |

| 14. oktober 2012 15:00 UTC+1 |

| Cameroun |  | Kap Verde |
| -------- |  | --------- |
|          |  |           |

| Stade Ahmadou Ahidjo, Yaoundé Dommer: Gehad Grisha (Egypt) |

Winner qualifies for the 2013 Africa Cup of Nations.
| 9. september 2012 15:00 UTC+2 |

| Mozambique                 | 2 – 0   | Marokko |
| -------------------------- | ------- | ------- |
| Miro 75' · Domingues 90+3' | rapport |         |

| Estádio da Machava, Maputo Dommer: Sylvester Kirwa (Kenya) |

| 13. oktober 2012 20:00 UTC±0 |

| Marokko                                                        | 4 – 0   | Mozambique |
| -------------------------------------------------------------- | ------- | ---------- |
| Barrada 39' · Kharja 64' (str.) · El-Arabi 85' · Amrabat 90+4' | rapport |            |

| Stade de Marrakech, Marrakech Dommer: Neant Alioum (Cameroon) |

 Marokko vandt 4–2 samlet og er kvalificeret til Africa Cup of Nations 2013.
| 8. september 2012 16:30 UTC±0 |

| Sierra Leone            | 2 – 2   | Tunesien                  |
| ----------------------- | ------- | ------------------------- |
| Suma 8' · A. Kamara 85' | rapport | Gharbi 65' · Msakni 87' · |

| National stadion, Freetown Dommer: Khalid Abdelrahman (Sudan) |

| 13. oktober 2012 19:15 UTC+1 |

| Tunesien | 0 – 0   | Sierra Leone |
| -------- | ------- | ------------ |
|          | rapport |              |

| Stade Mustapha Ben Jannet, Monastir Dommer: Ali Lemghaifry (Mauritania) |

2–2 on aggregate. Tunisia won on the away mål rule and qualified for the 2013 Africa Cup of Nations.
| 9. september 2012 17:00 UTC±0 |

| Guinea      | 1 – 0   | Niger |
| ----------- | ------- | ----- |
| Yattara 51' | rapport |       |

| Nongo stadion, Conakry Dommer: Daniel Bennett (South Africa) |

| 14. oktober 2012 16:00 UTC+1 |

| Niger |  | Guinea |
| ----- |  | ------ |
|       |  |        |

| Stade Général Seyni Kountché, Niamey Dommer: Bakary Gassama (Gambia) |

Winner qualifies for the 2013 Africa Cup of Nations.
| 8. september 2012 20:00 UTC+3 |

| Sudan                                                      | 5 – 3   | Etiopien                      |
| ---------------------------------------------------------- | ------- | ----------------------------- |
| Careca 7' · Bisha 15' · Omar 45+1' · Tahir 83' (str.), 90' | rapport | Kebede 14', 50' · Girma 68' · |

| Khartoum stadion, Khartoum Dommer: Neant Alioum (Cameroon) |

| 14. oktober 2012 16:00 UTC+3 |

| Etiopien |  | Sudan |
| -------- |  | ----- |
|          |  |       |

| Addis Ababa stadion, Addis Ababa Dommer: Badara Diatta (Senegal) |

Winner qualifies for the 2013 Africa Cup of Nations.
| 9. september 2012 18:00 UTC+1 |

| Libyen | 0 – 1   | Algeriet      |
| ------ | ------- | ------------- |
|        | rapport | Soudani 88' · |

| Stade Mohamed V, Casablanca (Morocco) Dommer: Badara Diatta (Senegal) |

| 14. oktober 2012 20:00 UTC+1 |

| Algeriet |  | Libyen |
| -------- |  | ------ |
|          |  |        |

| Stade Mustapha Tchaker, Blida Dommer: Mario Bangoura (Guinea) |

Winner qualifies for the 2013 Africa Cup of Nations.
| 8. september 2012 17:00 UTC±0 |

| Elfenbenskysten                                           | 4 – 2   | Senegal                  |
| --------------------------------------------------------- | ------- | ------------------------ |
| Kalou 43' · Gervinho 65' · Drogba 80' (str.) · Gradel 85' | rapport | N'Doye 33' · Cissé 60' · |

| Stade Félix Houphouët-Boigny, Abidjan Dommer: Bouchaib El Ahrach (Morocco) |

| 13. oktober 2012 18:30 UTC±0 |

| Senegal | 0 – 2   | Elfenbenskysten          |
| ------- | ------- | ------------------------ |
|         | rapport | Drogba 52', 71' (str.) · |

| Stade Leopold Senghor, Dakar Dommer: Slim Jedidi (Tunisia) |

Cote d'Ivoire won 6–2 on aggregate and qualified for the 2013 Africa Cup of Nations.
| 9. september 2012 15:30 UTC+1 |

| DR Congo                                       | 4 – 0   | Ækvatorialguinea |
| ---------------------------------------------- | ------- | ---------------- |
| Mbokani 56', 80' · Kanda 61' · Ronan 73' (sm.) | rapport |                  |

| Stade des Martyrs, Kinshasa Dommer: Rajindraparsad Seechurn (Mauritius) |

| 14. oktober 2012 18:00 UTC+1 |

| Ækvatorialguinea |  | DR Congo |
| ---------------- |  | -------- |
|                  |  |          |

| Nuevo Estadio de Malabo, Malabo Dommer: Ousmane Fall (Senegal) |

Winner qualifies for the 2013 Africa Cup of Nations.
| 8. september 2012 15:30 UTC+1 |

| Gabon      | 1 – 1   | Togo           |
| ---------- | ------- | -------------- |
| Cousin 69' | rapport | Adebayor 74' · |

| Stade d'Angondjé, Libreville Dommer: Janny Sikazwe (Zambia) |

| 14. oktober 2012 15:30 UTC±0 |

| Togo |  | Gabon |
| ---- |  | ----- |
|      |  |       |

| Stade de Kégué, Lomé Dommer: Rajindraparsad Seechurn (Mauritius) |

Winner qualifies for the 2013 Africa Cup of Nations.
| 8. september 2012 15:00 UTC+1 |

| Centralafrikanske Republik | 1 – 0   | Burkina Faso |
| -------------------------- | ------- | ------------ |
| Mabidé 21'                 | rapport |              |

| Barthelemy Boganda stadion, Bangui Dommer: Bakary Gassama (Gambia) |

| 14. oktober 2012 18:00 UTC±0 |

| Burkina Faso |  | Centralafrikanske Republik |
| ------------ |  | -------------------------- |
|              |  |                            |

| Stade du 4-Août, Ouagadougou Dommer: Bouchaib El Ahrach (Morocco) |

Winner qualifies for the 2013 Africa Cup of Nations.